# Anosia subpurpurea
Anosia subpurpurea är en fjärilsart som beskrevs av Matsumura 1929. Anosia subpurpurea ingår i släktet Anosia och familjen praktfjärilar. Inga underarter finns listade i Catalogue of Life.